# 东南亚福建话
东南亚閩南語，當地人多稱福建話（菲律賓稱咱人話），是閩南語泉漳片的一种域外分支。这种閩南語是在15世紀到20世纪初叶由泉州、漳州等地移民因过番到南洋（东南亚的旧称）而傳入過去的语言。广义上东南亚福建話一词也包括若干个潮汕片在东南亚的域外变体。

## 语言特点
这种閩南語的域外变体有以下两个特点：
- 東南亞福建話是由早期福建省南部的移民带到南洋的，因此保留了许多比较古雅的词汇和用法，有些用詞在中国闽南本土已经消失。
- 东南亚福建話在发展过程中因政治因素而缺乏很多现代生活所需要的词汇（尤其是科技、商业、东南亚特殊生活环境用语）。故向东南亚若干个本地语言借词，形成多种不同掺杂了土语词汇的閩南語。

## 东南亚福建话的种类
- 新加坡福建話
- 檳城福建話
- 麻坡福建話
- 砂拉越福建話
- 棉蘭福建話
- 咱人話 （菲律賓福建話）

- 新加坡：華人人口300餘萬人，閩南泉漳人（漳州、泉州）約100萬，廣東潮州人有47萬，廣東廣府人有45萬, 客家人有9萬, 海南人有15萬。操閩南語者，佔了華人總人口的81％。通行同安音的閩南語，少部分人至今還使用潮州話。
- 馬來西亞：華人接近700萬人，閩南泉漳人有200萬人，潮州與海南人之人口，在各方言群中排列第4及5位。 北馬福建話盛行漳州音及潮州音閩南語，中、南馬福建話通行泉州及同安音還有潮州音閩南語，海南音閩南語盛行於南馬及東海岸部分地區，東馬通行泉州音及漳州音閩南語。
- 文萊：華人人口45,800人，大部分為閩南泉漳人。首都斯里巴加灣市通行同安音的閩南語。
- 印尼：華人人口600萬人，閩南泉漳人逾半，海南人與潮州人略少。通行漳州音和泉州音閩南語，語音接近大馬的北馬閩南話及南馬的同安音閩南語。
- 菲律賓：華人人口約有百萬人，90％為閩南泉漳人，大部分祖籍泉州晉江。通行泉州音閩南語。
- 緬甸：華人大約900,000人，閩南泉漳人佔約40％，海南人3％。通行漳州音閩南語。
- 越南：華人人口近百萬人，潮州人佔34％，閩南泉漳人6％，海南人2％，共計42％。通行潮州音閩南語。
- 泰國：華人人口接近600萬人，潮州人逾40％，海南人18％，閩南泉漳人16％。通行潮州音閩南語，唯普吉島及泰南部分地區通行漳州音閩南語。
- 老撾：華人大約5000餘人，接近90％為潮州人，通行潮州音閩南語。
- 柬埔寨：華人大約70餘萬人，接近77％為潮州人，通行潮州音閩南語。

## 发展历史

### 新加坡
在新加坡，福建話指的是閩南語泉漳話，其母語使用者多自稱為福建人。早期新加坡福建話受到馬來語的影響，後來又受到英語和華語影響，已經發展成獨特的閩南語方言，雖然英語和華語普遍使用使得它面臨被淘汰的厄運，但是老一輩的華人習慣上還是使用福建話作為溝通工具。一般來說，多數新加坡華人把泉漳片福建話當成一種沒有書寫文字的語言使用。事實上福建話有書寫系統，如漢字及羅馬字，但是很少人知道福建話有自己的書寫系統。

### 馬來西亞
| 州屬       | 华人人口  | 福建籍人口 | 福建籍人口比例 | 使用福建话作为日常语言 | 使用福建话人口比例 |
| ---------- | --------- | ---------- | -------------- | ---------------------- | ------------------ |
| 柔佛       | 1,034,713 | 467,793    | 65.2%          | 236,650                | 50.6%              |
| 吉打       | 255,628   | 173,265    | 67.8%          | 88,106                 | 50.9%              |
| 吉兰丹     | 51,614    | 13,705     | 66.6%          | 4,185                  | 30%                |
| 马六甲     | 207,401   | 139,085    | 67%            | 74,576                 | 53.6%              |
| 森美兰     | 223,271   | 47,035     | 21.1%          | 12,586                 | 26.8%              |
| 彭亨       | 230,798   | 48,106     | 20.8%          | 13,105                 | 27.2%              |
| 霹雳       | 693,397   | 348,942    | 50.3%          | 287,740                | 82.5%              |
| 玻璃市     | 17,985    | 9,026      | 84.2%          | 8175                   | 87.2%              |
| 槟城       | 670,400   | 563,912    | 84.1%          | 490,168                | 86.9%              |
| 沙巴       | 295,674   | 28,165     | 9.5%           | 8,074                  | 28.7%              |
| 砂拉越     | 577,645   | 169,251    | 29.3%          | 43,817                 | 24.5%              |
| 雪兰莪     | 1,441,774 | 388,416    | 26.9%          | 251,704                | 64.8%              |
| 登嘉楼     | 26,429    | 10,773     | 40.8%          | 2,516                  | 23.4%              |
| 联邦直辖区 | 华人人口  | 福建籍人口 | 福建籍人口比例 | 使用福建话作为日常语言 | 使用福建话人口比例 |
| 吉隆坡     | 655,413   | 141,032    | 21.5%          | 44,925                 | 31.9%              |
| 纳闽       | 10,014    | 294        | 2.9%           | 26                     | 8.8%               |
| 布城       | 479       | 112        | 23.4%          | 25                     | 5.2%               |

位于西马来西亚中部的巴生有着马来西亚最大的港口。早年，华人移民多来自福建的永春县。因此，当地至今通行的福建话以永春话为主流。巴生福建话也和其他新马福建话一样，受马来语、华语及英语的影响颇深。

### 印尼
在棉蘭由於跟檳城距離只隔了馬六甲海峽，所以棉蘭福建話跟檳城福建話共通性很高。跟檳城福建話一樣以漳州三都一帶的方言為基礎，並受馬來語、印尼語、潮州話及廣府話影響而形成。
而在廖內群島省的峇眼亞比則因為地理位置靠近南馬及新加坡，以及移民祖籍多來自金門及廈門同安，再加上由於當地華人多聚居而較少散居，所以峇眼亞比當地華人幾乎都使用與中南馬福建話類似的泉州（同安）音福建話。

### 菲律賓
在菲律賓，“咱人話” 指的是菲律賓閩南話，亦稱 “福建話”，指的是泉漳片方言。咱人話中有些來自菲律賓語言、西班牙語、和英語的借詞。因為華語在菲律賓華人的日常生活很少用，咱人話似乎都沒有來自華語的借詞。二十世紀移民去菲律賓的華僑有很大的部分是泉州人，所以咱人話很近似泉州話，尤其是晉江話。

## 东南亚福建话的前景
东南亚福建话是閩南語泉漳片之域外变体。由于东南亚各国原本都有自己的语言，並制定了國語政策，加上英语在现今社会还拥有着相当重要的经济地位，许多东南亚国家政府的教育政策都偏重让国人学习通用语如馬來語（馬來西亞、印尼推動）、英语以及越来越普遍的华语。至於福建閩南话、客家话、潮州话等汉语，雖然具有優勢的人口數與深厚的文化底蘊，但缺乏有力的行政資源統合與文化重視，即使有台灣台語大眾文化的傳播及新一輩藝人以母語創作的歌曲，然而年輕一輩的閩南裔、廣府裔、客家裔漢人子弟已漸以現代華語為主要語言，各族裔母語在东南亚的发展前景如何依然是个未知数。